# دوبروتیچ
دوبروتیچ (به صربی: Dobrotić) یک منطقهٔ مسکونی در صربستان است که در پروکوپلیه واقع شده‌است. دوبروتیچ ۳۷ نفر جمعیت دارد.